# Copiapoa longistaminea
Copiapoa longistaminea es una especie de planta suculenta perteneciente al género Copiapoa, dentro de la familia Cactaceae. Es endémica del norte de Chile.

## Descripción

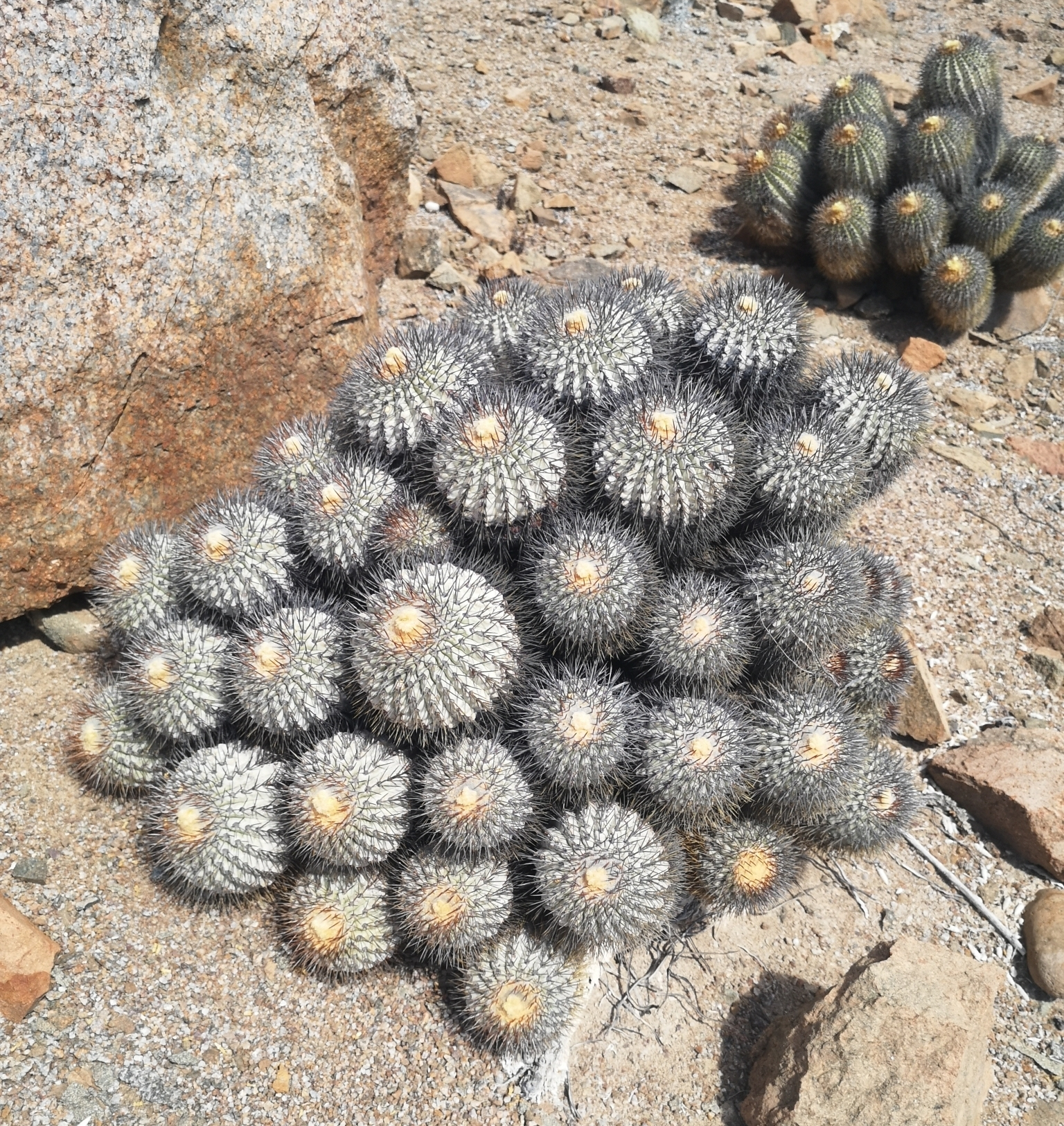
Vista de la planta

Copiapoa longistaminea es una especie de cactus muy ramificado que forma cojines grandes y densos de 30 a 100 cm de diámetro y hasta 60 cm de alto, con 15-21 cabezas individuales. Los tallos son de color verde grisáceo y su forma va de globosa a cilíndrica corta o en forma de pera que se estrecha hacia el ápice. Miden de 7 a 15 cm de diámetro y de 30 a 50 cm de alto, y están cubiertos de cera grisácea presumiblemente producida para evitar la desecación en su ambiente extremadamente seco. Tienen el ápice cubierto de lana anaranjada y sus raíces son engrosadas y cortas, sin una constricción en forma de cuello.
Presentan de 15 a 21 costillas dentadas, muy romas y divididas en tubérculos bajos. Sobre ellas se asientan areolas un poco hundidas y cubiertas de lana más o menos anaranjada que aunque se vuelve gris con el tiempo, al final acaban desnudas (glabras). Tienen espinas rectas y rígidas de 1 a 3 cm de largo, que aunque al principio son de color pardusco, con el tiempo se vuelven de color rojo oscuro a negro, pasando finalmente a grises. Se distinguen de 1 a ninguna espina central y de 4 a 6 espinas radiales.
Las flores nacen en el ápice de los tallos y miden de 2,2 a 2,5 cm de largo. Son de color amarillo brillante y tienen forma de embudo. Son diurnas, se cierran por la noche y su periodo de apertura dura muchos días. Necesita mucha luz solar para florecer, por lo que es bastante raro tener flores cuando se cultiva en invernaderos, y puede tardar 10 años o más en producir sus primeras flores. 

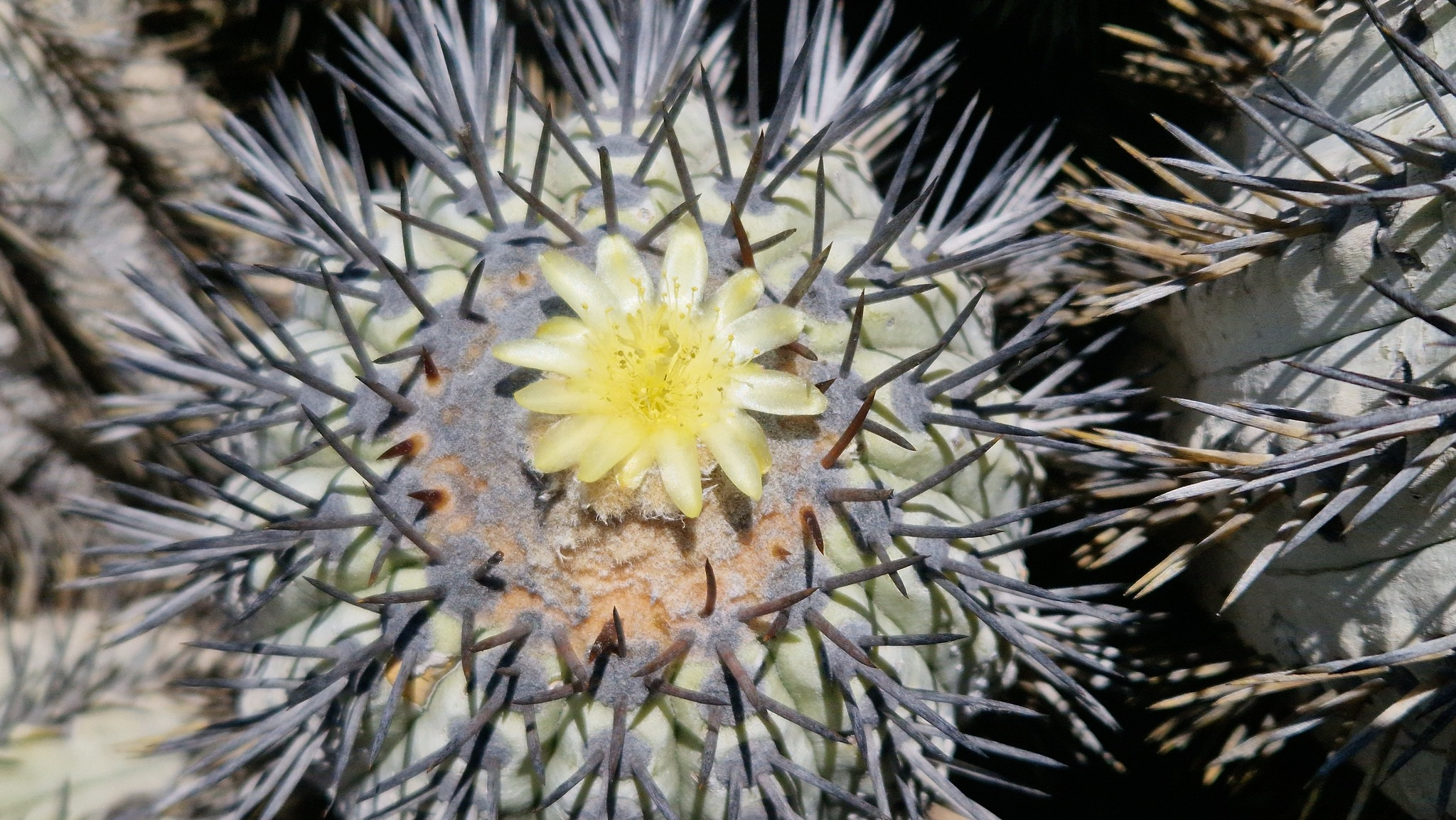
Detalle de la flor

Los frutos se desarrollan enterrados en la lana del ápice, son de color verde claro y miden hasta 1 cm de largo. En su interior contienen semillas negras, lisas y brillantes, las cuales son dispersadas principalmente por hormigas.

## Distribución y hábitat
El área de distribución nativa de esta especie es el norte de Chile y crece principalmente en biomas desérticos o de matorrales secos.  

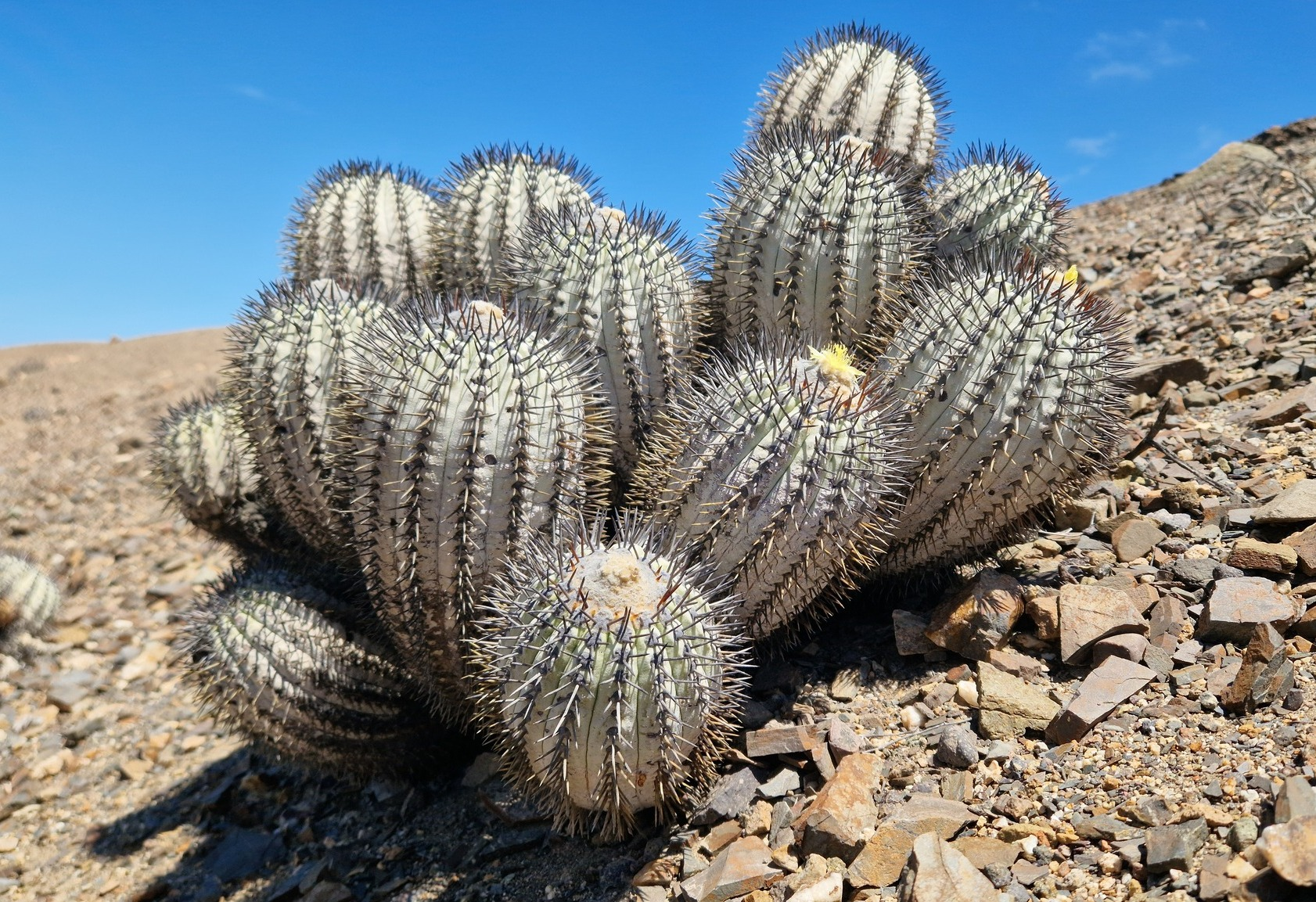
En su hábitat

Se desarrolla en laderas rocosas, lomajes arenosos graníticos y terrazas litorales de baja altitud en sectores de influencia costera, entre los 0 y 500 metros sobre el nivel del mar.

## Taxonomía
Copiapoa longistaminea fue descrita por el botánico alemán Friedrich Ritter y publicada por primera vez en la revista científica Taxon 12: 31 en el año 1963.

Etimología
- Copiapoa: nombre genérico que hace referencia a la ciudad de Copiapó, ubicada en el desierto de Atacama, lugar donde se encuentran la mayoría de las especies de este género.
- longistaminea: epíteto específico que proviene de las palabras latinas longus (que significa "largo") y stamineus (que significa 'hilo'), haciendo referencia a los estambres largos que presentan las flores de la especie.[4]

### Subespecies
Actualmente se distinguen dos subespecies:
| Imagen | Subespecie                                         | Descripción                                                                               | Distribución   |
| ------ | -------------------------------------------------- | ----------------------------------------------------------------------------------------- | -------------- |
|        | Copiapoa longistaminea subsp. imperialis Piombetti | Tiene espinas de color amarillo rojizo.                                                   | Norte de Chile |
|        | Copiapoa longistaminea subsp. longistaminea        | Tiene espinas de color rojo oscuro inicialmente, las cuales se tornan grises con la edad. | Norte de Chile |

## Estado de conservación
En la Lista Roja de Especies Amenazadas de la UICN, la especie está clasificada como de “Preocupación Menor (LC)”.

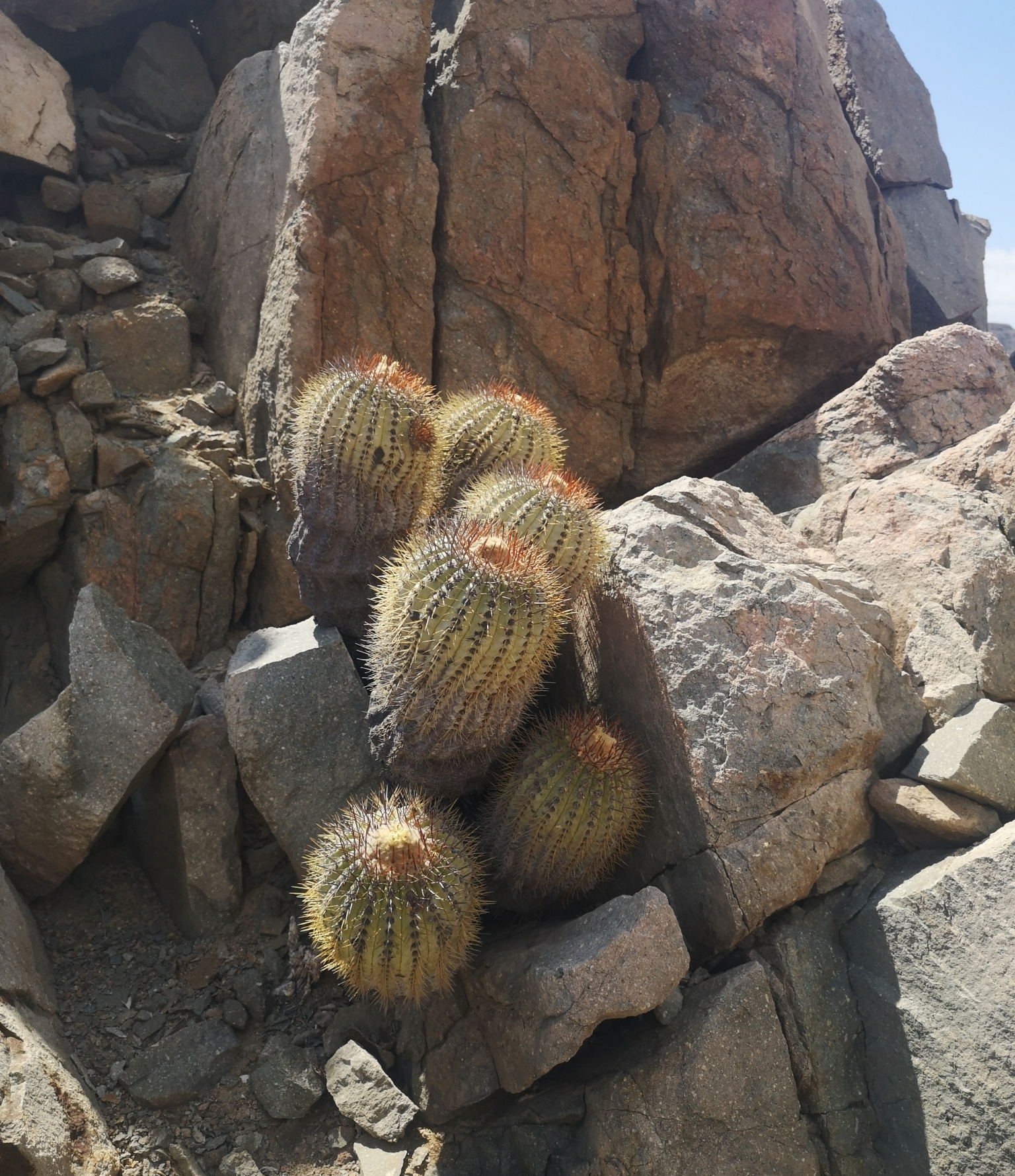
En su hábitat

Las principales amenazas que sufre la especie se deben a la construcción de carreteras y la reconstrucción de caminos después de la temporada de lluvias. Además se recolecta ilegalmente, pero esto no se considera una amenaza porque generalmente se eliminan ramas individuales. También se ve afectada por las sequías prolongadas que resultan de la reducción de la duración de la temporada de camanchaca (niebla costera) debido al cambio climático, ya que esta niebla es la principal fuente de agua para estas plantas.

## Usos
Se cultiva principalmente como planta ornamental y su propagación se realiza a través de semillas.